# Zamboanguita

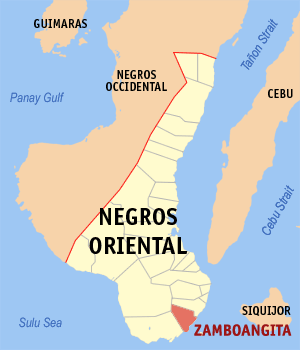
Bản đồ Negros Oriental với vị trí của Zamboanguita

Zamboanguita là một đô thị hạng 4 ở tỉnh Negros Oriental, Philippines. Theo điều tra dân số năm 2000, đô thị này có dân số 23.338 người trong 4.691 hộ.

## Barangay
Zamboanguita được chia thành 10 barangay.
- Basac
- Calango
- Lotuban
- Malongcay Diot
- Maluay
- Mayabon
- Nabago
- Nasig-id
- Najandig
- Poblacion